# 220 Volt live
220 Volt live is een livealbum van Tangerine Dream. De opnamen vonden plaats tijdens concerten uit de tournees rondom Melrose en Rockoon van 1992 in de Verenigde Staten. In de geluidsstudio werd er volop gesleuteld aan de muziek die tijdens die concerten werd gespeeld. Op dit album kwam alleen nieuwe muziek, de muziek die al eerder op albums was te horen werd ertussenuit gehaald en de overgebleven muziek werd aan elkaar gelast. De enige uitzondering daarop is Purple Haze, dat eerder als studiotrack te verkrijgen was. Treasure of innocence is een track opgenomen in de studio.   

## Musici
- Edgar Froese, Jerome Froese – synthesizers, elektronica
- Zlatko Perica – gitaar
- Linda Spa – percussie, saxofoon

## Muziek
| Nr. | Titel                               | Duur |
| --- | ----------------------------------- | ---- |
| 1.  | Oriental haze                       | 6:52 |
| 2.  | Two bunch palms                     | 5:48 |
| 3.  | 220 Volt                            | 9:01 |
| 4.  | Sundance kid                        | 8:04 |
| 5.  | Backstreet hero                     | 8:49 |
| 6.  | The Blue Bridge                     | 4:47 |
| 7.  | Hamlet                              | 8:30 |
| 8.  | Dreamtime                           | 3:46 |
| 9.  | Purple Haze (Jimi Hendrix)          | 3:32 |
| 10. | Treasure of innocence (studiotrack) | 3:41 |